# Trypoxylus dichotomus
Trypoxylus dichotomus (Linnaeus, 1771) è un coleottero appartenente alla famiglia Scarabaeidae, diffuso in Asia.

## Descrizione
I maschi di questa specie raggiungono gli 8 cm di lunghezza e presentano un lungo corno cefalico che si divide all'estremità formando una "Y". Oltre a questa vistosa protuberanza presentano anche un piccolo corno toracico, anch'esso biforcuto. Il dorso è di color marrone scuro opaco, mentre la parte ventrale del corpo è nero, brillante e le zampe anteriori sono insolitamente lunghe. Come tutti i Dynastinae sono abili volatori, anche se non coprono mai grandi distanze durante il volo.

## Biologia

### Riproduzione

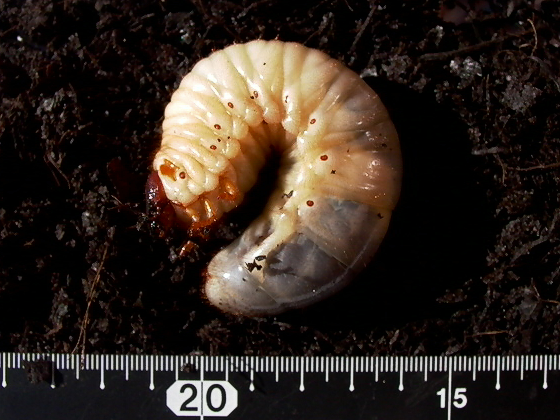
Larva nello stadio L3.

Dopo l'accoppiamento, la femmina depone circa 50 uova direttamente sul terreno nelle aree dove ci sono grandi accumuli di materia organica. Dopo circa due settimane le larve, della tipica forma a "C" con capo e zampe chitinose e di color arancione, escono e iniziano a mangiare la materia organica in decomposizione. Lo stadio larvale si può suddividere in tre momenti fondamentali:
- L1: la larva è appena uscita dall'uovo ed è lunga pochi mm;
- L2: sono passati sei mesi e la larva ora misura circa 3,5 cm;
- L3: sono passati due anni e la larva misura 9 cm ed è in procinto di trasformarsi in pupa.

Gli adulti escono in estate e danno il via a un nuovo ciclo, per poi morire poco dopo l'accoppiamento (esemplari di sesso maschile) e la deposizione delle uova (esemplari di sesso femminile).

### Meccanismi di difesa

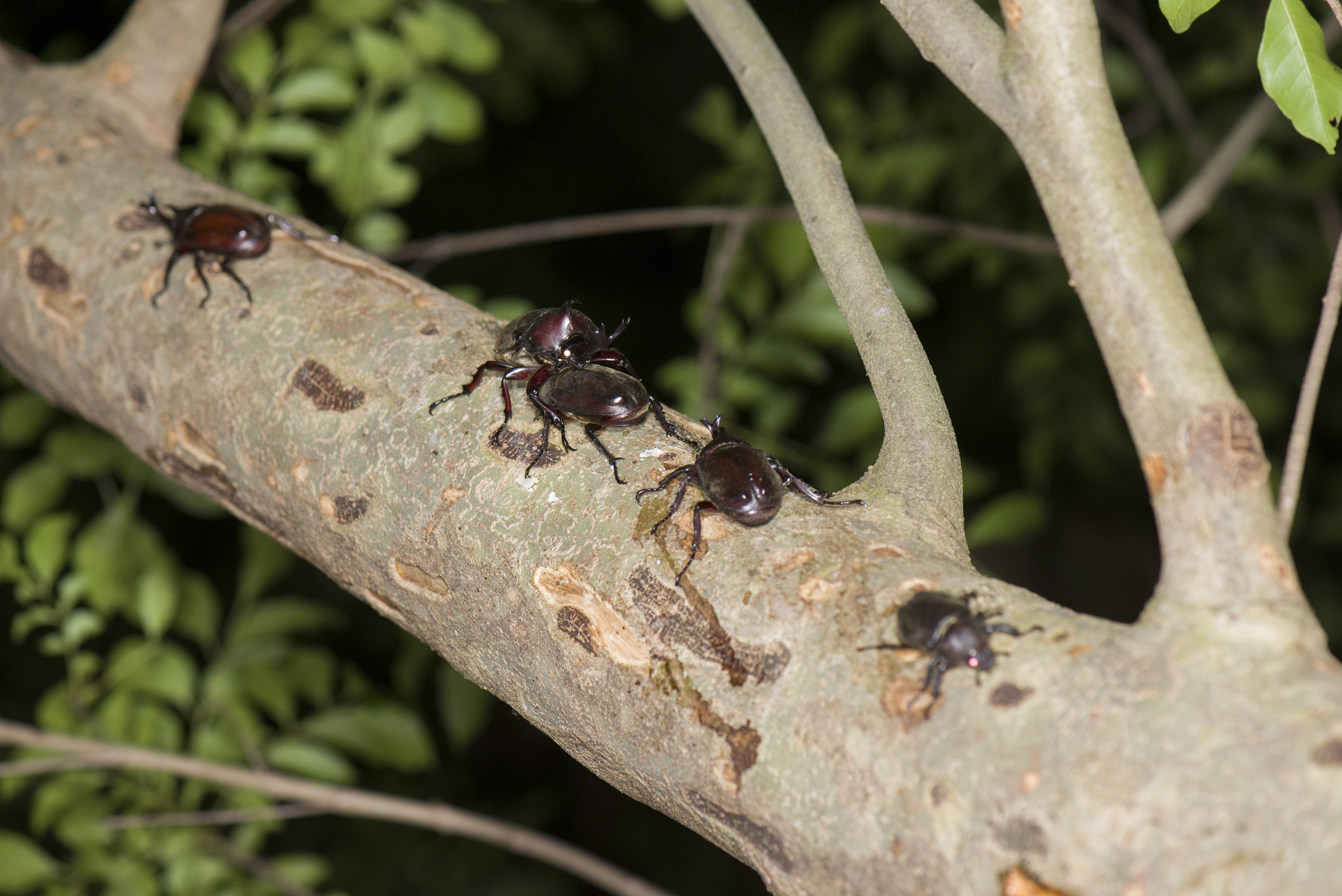
Maschi in lotta per la femmina.

Gli scarabei adulti, viste le loro dimensioni e le loro vistose corna, non hanno molti nemici naturali. Per difendersi essi compiono violenti movimenti con zampe e corna e questo talvolta può bastare perché il predatore rinunci. Altra strategia usata dagli scarabeidi di quasi tutte le famiglie è quella di sfregare le ali con la parte inferiore dell'addome producendo un suono stridente. quest'ultima però non sempre funziona, specie se il predatore conosce bene la preda. Le larve, invece, non posseggono niente di tutto ciò e questo le rende facili prede, tuttavia possono sferrare forti e violenti morsi con le possenti mandibole, che possono rivelarsi seriamente dannosi per i piccoli mammiferi. I nemici principali queste ultime sono uccelli (picchi) e piccoli mammiferi.

## Distribuzione e habitat
Trypoxylus dichotomus vive in Asia nelle zone corrispondenti alla Cina, Mongolia e al Giappone.

## Nella cultura di massa
A questa specie di insetto sono ispirati Heracross, creatura della serie Pokémon, e il livello evoluto di Tentomon, MegaKabuterimon, della serie Digimon. Anche Metabee, personaggio principale dell'anime Medarot, è stato creato basandosi su di lui, mentre nella serie Il guardiano della Foresta - Mushiking il co-protagonista è un Trypoxylus dichotomus senziente. Questo insetto è nominato varie volte da Enrico Pucci nella sesta parte de Le bizzarre avventure di Jojo.